# Emine Gülbahar Hatun
Emine Gülbahar Hatun (asi 1432–1492, Konstantinopol) byla první žena osmanského sultána Mehmeda II. a Valide sultan za vlády sultána Bájezída II.

## Život
Vdala se roku 1446 v Manise a to za sultána Mehmeda II.

## Původ
Existují rozdílné názory jejího původu. Osmanský nápis vakfiye ji popisuje jako Hātun binti Abdullah tj. dcera Abdullaha, což znamená že její otec byl možná konvertita k Islámu. Teorie jsou:
- Albánské kořeny[2]
- Pontský Řek z Douvery[3]

### Valide sultan
Existují rozdílní názory jejího vydání:
- Byla matkou Gevher-Han Sultan, se kterou se roku 1474 oženil syn akkojunluského sultána Uzun Hasana, Şâh-Zâde Uğurlu Damad Muhammed Mirza Paşa a nevlastní matka Bájezída II., jelikož existují důkazy že dcera Zülkadiroğlua Sulejmana Beje Sittişah Hatun byla biologickou matkou sultána Bajezida.[4]
- Podle některých jiných zdrojů byla biologickou matkou sultána Bajezida.[5]

Když Bajezid nastoupil na trůn, získala ekvivalentní titul Valide sultan.

## V populární kultuře
- Fetih 1453 – film z roku 2012, ztvárnila jí herečka Şahika Koldemir.